# Chindunduma - en skole i Zimbabwe
|  | Denne artikel er oprettet af botten PalnaBot ud fra en ekstern database. Den kan derfor have sproglige fejl eller mangler. Denne skabelon kan fjernes efter kontrol af indholdet. |

Chindunduma - en skole i Zimbabwe er en dansk dokumentarfilm fra 1982, der er instrueret af Lotte Ladegård.

## Handling
Filmen handler om Chindunduma-skolen. I 1980 sendte UFF et delegationshold på 100 solidaritetsarbejdere til Zimbabwe, hvor de byggede Chindunduma-skolen, som skulle modtage 1.500 hjemvendte flygtningebørn. Det blev starten på en ny linje indenfor UFF, hvor frivillige fra Danmark rejste til Afrika som solidaritetsarbejdere og deltog i udviklingsprojekter: Byggerier, sundhedskampagner, alfabetisering, børnehjælp, træplantning mm.